# França
França (sinh ngày 2 tháng 3 năm 1976) là một cầu thủ bóng đá người Brasil.

## Đội tuyển bóng đá quốc gia
França thi đấu cho đội tuyển bóng đá quốc gia Brasil từ năm 2000 đến 2002.

## Thống kê sự nghiệp
| Đội tuyển bóng đá Brasil | Đội tuyển bóng đá Brasil | Đội tuyển bóng đá Brasil |
| Năm                      | Trận                     | Bàn                      |
| ------------------------ | ------------------------ | ------------------------ |
| 2000                     | 6                        | 1                        |
| 2001                     | 0                        | 0                        |
| 2002                     | 2                        | 0                        |
| Tổng cộng                | 8                        | 1                        |